# Barney Ewell
Barney Ewell (anglès: Henry Norwood "Barney" Ewell)  (Harrisburg, 25 de febrer de 1918 - Lancaster, 4 d'abril de 1996) fou un atleta nord-americà, guanyador de tres medalles olímpiques.
Va néixer el 25 de febrer de 1918 a la ciutat de Harrisburg, població situada a l'estat de Pennsilvània. Va morir el 4 d'abril de 1996 a la ciutat  de Lancaster, també situada a l'estat de Pennsilvània.

## Carrera esportiva
Especialista en proves de velocitat, va participar, als 30 anys, en els Jocs Olímpics d'Estiu de 1948 celebrats a Londres (Regne Unit), on va aconseguir guanyar la medalla d'or en la prova de relleus 4x100 metres i la medalla de plata en els 100 metres llisos i els 200 metres llisos, en aquesta última prova empatat en temps amb el guanyador Mel Patton.
El 1996 fou inclòs al National Track and Field Hall of Fame.

## Millors marques
- 100 metres. 10.2" (1948)
- 200 metres. 20.8" (1942)
- Salt de llargada. 7,68 m (1942)[3]